# Вілсюм
Вілсюм (нід. Wilsum) — село в нідерландській провінції Оверейсел. Входить до муніципалітету Кампен.
Його площа становить 6,33 км², а населення станом на 2021 рік складало 870 осіб.
До 1937 року мало статус окремого муніципалітету.